# Preferente de Ceuta
La Preferente de Ceuta è una lega calcistica dilettantistica spagnola a cui prendono parte squadre dell'area di Ceuta.
La lega organizza 1 campionato composto da 1 girone da 10 squadre.

## Sistema
La stagione è divisa in 2 fasi:la fase a gironi e i playoff, dove le prime quattro classificate si incontrano in semifinali e finali di sola andata.
La vincitrice dei playoff viene promossa in Tercera Federación solo nel caso in cui non sia già presente una squadra di Ceuta.

### Stagione 2019-2020
- CB Ramón y Cajal
- Atlético Bahía
- AUGC Deportiva Ceuta
- Betis de Hadú
- CD San José
- Rosales
- Natación Ceuta
- Ceuta B
- Murallas de Ceuta
- Hilal Deportivo Ceuta